# 댄스 록
댄스 록(Dance rock)은 댄스 음악에서 영향을 받은 록 음악의 장르이다. 리듬 앤 블루스의 영향이 덜 한 팝 록과 펑크 록에 디스코같은 댄스 사운드가 혼합된 형태이다. 펑크와 디스코의 인기가 쇠퇴한 후인 1980년대 초에 시작되었다.
초기 댄스 록의 예로는 Gina X의 "No G.D.M.", 러스 발라드의 "On the Rebound", 다이너소어 L, 리퀴드 리퀴드, 폴리록(Polyrock)과 같은 아티스트, 편집 앨범 Disco Not Disco가 있다.
그리고 초기 댄스 록의 대중화를 이끈 예로는 롤링 스톤스의 "Miss You", 데이비드 보위의 70년대 후반기 작품들이 있는 편이다.

## 같이 보기
- 일렉트로닉 록
- 댄스 펑크
- 뉴 웨이브 (음악)
- 디스코